# Coca-Cola Vanilla
Coca-Cola Vanilla (Italiano: Coca-Cola Vaniglia) è una bevanda prodotta dalla Coca-Cola Company con l'aggiunta dell'aroma naturale di vaniglia. Il prodotto è attualmente in vendita negli USA, in Austria, Germania, Russia, Svizzera, Regno Unito, Australia, Canada, Cina, Francia, Messico, Africa del sud, Ucraina e Giappone, ed è anche reperibile in alcuni supermercati o ipermercati sia italiani che spagnoli.

## Informazioni sul prodotto

### Informazioni nutrizionali
| Quantità media giornaliera | per 12 oz   | per 100 ml (3 oz) |
| Energia                    | 165 calorie | 44 calorie        |
| Proteine                   | 0 g         | 0 g               |
| Grassi totali              | 0 g         | 0 g               |
| Grassi saturi              | 0 g         | 0 g               |
| Carboidrati                | 41.3 g      | 11.0 g            |
| Zucchero                   | 40.9 g      | 10.9 g            |
| Sodio                      | 35 mg       | 10 mg             |

### Imballaggio

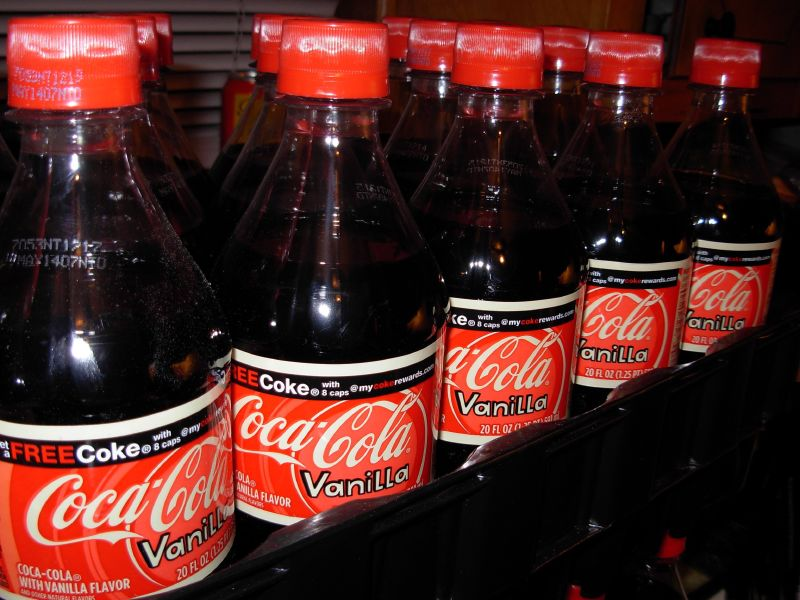
Imballaggio della Coca-Cola Vanilla

Coca-Cola Vanilla è imballata secondo gli standard classici della Coca-Cola. Durante l'estate del 2003 sulle bottiglie prodotte era semplicemente riportata la scritta Coca-Cola V. Marchio mai riutilizzato, finora.

### Varianti
Esistono diverse varianti della Coca-Cola Vanilla e sono:
- Coke Vanilla
- Diet Coke Vanilla (commercializzazione discontinua negli USA nel 2006)
- Coca-Cola Vanilla Zero (ri-denominazione della Diet Coke Vanilla)

Nel tardo 2002 arrivò nei supermercati americani la Diet Coke Vanilla. In altri Paesi come l'Australia e la Nuova Zelanda la bevanda fu ri-denominata Diet Coke with Vanilla (Italiano: Diet Coke con Vaniglia), mentre in altri Paesi dell'Europa: Coca-Cola Light Vanilla. Altre varianti hanno avuto una distribuzione discontinua sul territorio americano e britannico. Nel 2007 Coca-Cola Vanilla Zero ha sostituito la Diet Coke Vanilla nel mercato USA.